# Amata schoutedeni
Amata schoutedeni là một loài bướm đêm thuộc phân họ Arctiinae, họ Erebidae.